# Bruno Wechner

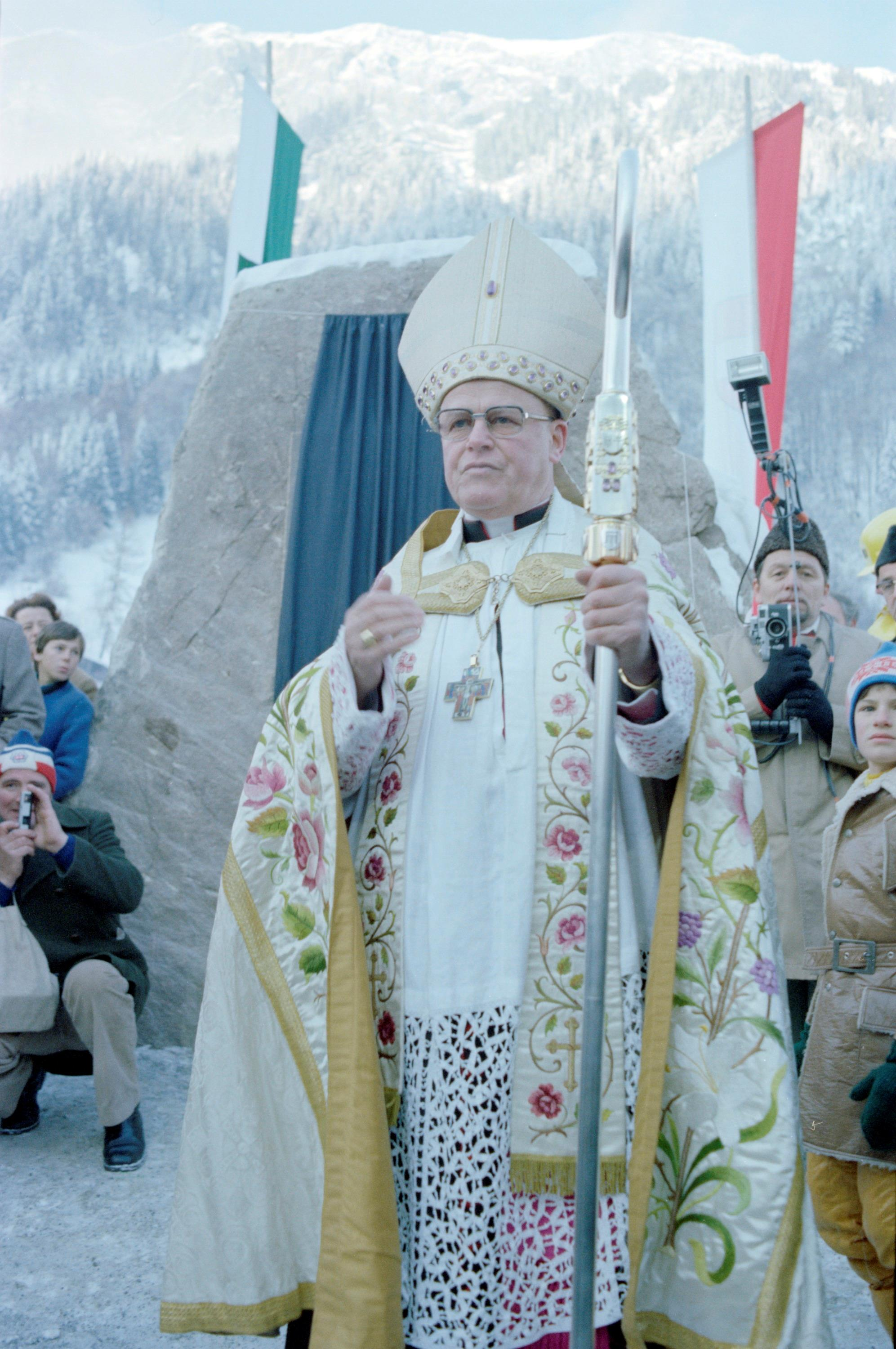
Bischof Bruno Wechner bei der Eröffnung vom Arlberg-Straßentunnel in Klösterle (1978)

Bruno Wechner (* 1. Juli 1908 in Götzis; † 28. Dezember 1999 in Bregenz) war der erste Bischof der neu gegründeten Diözese Feldkirch in Vorarlberg.

## Leben
Wechner wurde am 26. Juli 1933 zum römisch-katholischen Priester geweiht. Er promovierte zum Dr. phil. und Dr. iur. can. Am 31. Dezember 1954 wurde er zum Titularbischof von Cartennae sowie zum Generalvikar und Weihbischof der Apostolischen Administratur Innsbruck-Feldkirch für Vorarlberg in Feldkirch ernannt. Am 12. März 1955 wurde er durch Bischof Paulus Rusch zum Bischof geweiht. Am 14. Dezember 1968 wurde er zum Diözesanbischof der neu gegründeten Diözese Feldkirch ernannt. Er war bis 1989 Bischof von Feldkirch. Im Jahr 1975 wurde ihm für seine Verdienste um das Land Vorarlberg das Ehrenzeichen des Landes Vorarlberg in Gold verliehen.
Altbischof Wechner starb im 92. Lebensjahr nach kurzer Krankheit im Sanatorium des Klosters Mehrerau in Bregenz. Nach einem feierlichen Requiem unter der Leitung von Nuntius Donato Squicciarini wurde Wechner in der Bischofsgruft im Feldkircher Dom zur letzten Ruhe gebettet.
Er war Ehrenmitglied der katholischen Studentenverbindungen AV Austria Innsbruck und KaV Rheno-Danubia Innsbruck im ÖCV.